# Pari Ravan
Pari Ravan (* 8. März 1942 im Iran) ist eine iranisch-deutsch-französische Malerin.

## Biografie
Pari Ravan wurde am 8. März 1942 im Iran geboren und gewann dort bereits im Alter von 14 Jahren ihren ersten Kunstpreis bei einem Jugendwettbewerb. Sie studierte als Meisterschülerin von Sadeghpoor an der Universität der Schönen Künste in Teheran. Mit 17 Jahren siedelte Pari Ravan nach Deutschland über. Dort besuchte sie die Kunstgewerbeschule in Mainz. Von 1975 bis 1979 war sie Schülerin von Baruch Elron, dem bedeutenden israelischen Maler des phantastischen Surrealismus. Pari Ravan malt in Öl, in altmeisterlicher Technik. Ihr Malstil wird als „romantischer Surrealismus“ bezeichnet.
Bisher gewann sie zahlreiche internationale Kunstpreise (Iran, Deutschland, Italien, Frankreich, Japan, China) und ihre Werke wurden auf unterschiedlichen internationalen Ausstellungen gezeigt (Deutschland, USA, Schweiz, Luxemburg, Belgien, Italien, Frankreich, Österreich, Japan, China). Ihre Bilder, Fresken und Skulpturen befinden sich unter anderem in Museen und bekannten Kunstsammlungen weltweit, sowie im Privatbesitz.
Die Künstlerin lebt und arbeitet in Südfrankreich.

## Mitgliedschaften
- „Who’s who Art club international“, Genf (Schweiz)[1]
- Conseil National Français des Arts Plastique (C.N.F.A.P) UNESCO[2]
- International Society for Art of Imagination, London (Großbritannien)[3]
- Comité National Monegasque de l’association internationale des arts plastiques, UNESCO
- ADAGP société des auteurs dans les arts graphiques et plastiques
- Concordia patrimoine et culture, Frankreich
- UMAM, Art Moderne

## Arbeiten im öffentlichen Besitz (Auswahl)
Deutschland
1. Overath  Gut Eichthal Park – Skulptur: Drei Enten im Flug Rathaus - Gemälde: Sonnenuntergang in Varna
2. Köln, Kölner Karnevalsmuseum – Gemälde: Aschermittwoch
3. Köln, Deutsche Welle – Gemälde: Das Paar am Meer
4. Bonn, Konrad-Adenauer-Stiftung – Skulptur: Eulen-Stuhl
5. Gummersbach, Friedrich-Naumann-Stiftung – Skulptur: Zwei Eulen
6. Solingen, Kunstmuseum Solingen – Gemälde: Wichtig ist der Blickwinkel
7. Siegburg, Stadtmuseum – Skulptur: Die Schülerin | Gemälde: Der Geiger
8. Bonn, Frauenmuseum – Skulpturen: Die Schülerin unter dem Sonnenschirm | Denkende Katzenlady
9. Wiesbaden, Frauenmuseum – Skulptur: Die Vorleserin
10. Essen-Oldenburg, Haus Don Bosco Calhorn - Kacheln: Das Leben von Don Bosco

Frankreich
1. St. Jeannet Rathauseingang – Kacheln: Berglandschaft Le Baou Ortszentrum – Skulpturen: Zwei Kraniche | Cat Lady Kapelle Notre Dame – Skulptur: Le Coq Mediathek – Gemälde: Der Kletterer Karnevalsmuseum (Nizza/Conte) – Skulptur Cat Carnival
2. Nizza Aréna Parc Phoenix – Skulptur: Glühwürmchen Dominikaner Konvent – Kacheln: Hl. Dominikus, Hl. Franz von Assisi, Hl. Paulus von ThebenRamatuelle, Rathaus – Skulptur Le Coq vert | Gemälde: Vini Orti und Die Kirche in Brand
3. L’Escarène, Ortseingang – Skulptur: Der kleine Prinz
4. Le Perthus, Rathaus – Skulptur: Die Schülerin
5. Béziers, Schule Antoine de Saint Exupery – Skulptur: Der kleine Prinz
6. Saint Jean Cap Ferrat, Place Festival de Jazz – Skulptur: Der Trompeter
7. Beaulieu-Sur-Mer, Garten des Musik-Konservatoriums – Skulptur: Die Schülerin unter dem Schirm
8. Gap Ortszentrum – Skulptur: Kranich (blau) Rue Carnoe – Pinguin (blau)
9. Marseille Basilika Sacre Cœur de Marseille – Skulptur: Maria und Sohn Centre Cormier – Kachel: Bischof Cormier und Kloster
10. Montpellier, Dominikanerkirche – Skulptur Das Kreuz (mit Biographie von St. Dominikus)
11. Castelferrus, Garten Museum – Skulptur: Die tanzende Katze
12. Cannes, Rathaus – Gemälde: Der Zaun zum Nachbarn
13. La Gaude, Rathaus – Gemälde: La Gaude
14. Saint Lauren du Var, Strandpromenade – Skulptur: Kormoran-Traum
15. Puget-Thenièrs, Rathaus – Skulptur: Frieden
16. Gattières, Jardin Publique – Skulptur: Roter Flamingo und blaue Taube

Österreich
1. Wien Museum Palais Palffy – Gemälde: Die Wolkenwanderung | Die Hochzeit
2. Moya Museum Wien (Museum of Young Art) – Gemälde: Hommage Wien

Dänemark
- Lundby, European Art Museum – Skulptur: Kiss Me

Liechtenstein
- Valduz, Landesmuseum – Skulptur: Die Vorleserin

USA
- Las Vegas, Southern Nevada Museum of Fine Art – Skulptur: Kiss Me | Gemälde: Die zehn Gebote

Italien
- Capannori, Rathaus – Skulptur: Der gallische Hahn